# Dmitrij Kombarow
Dmitrij Władimirowicz Kombarow (ros. Дмитрий Владимирович Комбаров, ur. 22 stycznia 1987 w Moskwie) piłkarz rosyjski grający na pozycji lewego pomocnika. Jest bratem bliźniakiem Kiriłła.

## Kariera klubowa
Dmitrij pochodzi z Moskwy. Wraz z bratem rozpoczął treningi w Spartaku Moskwa, ale w 2001 roku obaj przenieśli się do rywala zza miedzy, Dinama Moskwa. Dmitrij do 2005 roku występował w młodzieżowej drużynie, a następnie drużynie rezerw i w tamtym roku został przeniesiony do kadry pierwszego zespołu. W Premier Lidze zadebiutował 19 listopada, w ostatniej kolejce ligowej, w której Dynamo pokonało 1:0 w wyjazdowym spotkaniu z Krylję Sowietow Samara. Był to jego jedyny mecz w sezonie, miał więc niewielki udział w zajęciu przez Dynamo 8. miejsca w lidze. W 2006 roku grał już w większej liczbie meczów stołecznego klubu (27), a w lipcowym meczu z Rubinem Kazań (2:2) zdobył swojego pierwszego gola w lidze. Jego sukcesem była pomoc w utrzymaniu Dynama w Premier Lidze.
W połowie 2010 roku Kombarow przeszedł wraz z bratem Kiriłłem do Spartaka Moskwa. Zadebiutował w nim 20 września 2010 w wygranym 2:0 wyjazdowym meczu ze Spartakiem Nalczyk. Wraz ze Spartakiem wywalczył wicemistrzostwo Rosji w sezonie 2011/2012 i mistrzostwo w sezonie 2016/2017.
Latem 2019 Kombarow został zawodnikiem Krylji Sowietow Samara. Zadebiutował w niej 14 lipca 2019 w wygranym 2:0 domowym meczu z CSKA Moskwa. W 2021 roku zakończył karierę.
| Sezon     | Klub                   | Kraj  | Rozgrywki        | Mecze | Bramki |
| --------- | ---------------------- | ----- | ---------------- | ----- | ------ |
| 2005      | Dinamo Moskwa          | Rosja | Priemjer-Liga    | 1     | 0      |
| 2006      | Dinamo Moskwa          | Rosja | Priemjer-Liga    | 27    | 1      |
| 2007      | Dinamo Moskwa          | Rosja | Priemjer-Liga    | 29    | 3      |
| 2008      | Dinamo Moskwa          | Rosja | Priemjer-Liga    | 29    | 1      |
| 2009      | Dinamo Moskwa          | Rosja | Priemjer-Liga    | 29    | 4      |
| 2010      | Dinamo Moskwa          | Rosja | Priemjer-Liga    | 16    | 4      |
| 2010      | Spartak Moskwa         | Rosja | Priemjer-Liga    | 14    | 1      |
| 2011-2012 | Spartak Moskwa         | Rosja | Priemjer-Liga    | 40    | 5      |
| 2012-2013 | Spartak Moskwa         | Rosja | Priemjer-Liga    | 29    | 7      |
| 2013-2014 | Spartak Moskwa         | Rosja | Priemjer-Liga    | 28    | 2      |
| 2014-2015 | Spartak Moskwa         | Rosja | Priemjer-Liga    | 25    | 2      |
| 2015-2016 | Spartak Moskwa         | Rosja | Priemjer-Liga    | 25    | 2      |
| 2016-2017 | Spartak Moskwa         | Rosja | Priemjer-Liga    | 27    | 0      |
| 2017-2018 | Spartak Moskwa         | Rosja | Priemjer-Liga    | 25    | 0      |
| 2018-2019 | Spartak Moskwa         | Rosja | Priemjer-Liga    | 13    | 1      |
| 2019-2020 | Krylja Sowietow Samara | Rosja | Priemjer-Liga    | 22    | 0      |
| 2020-2021 | Krylja Sowietow Samara | Rosja | Pierwyj diwizion | 27    | 0      |

## Kariera reprezentacyjna
Kombarow ma za sobą występy w młodzieżowej reprezentacji Rosji U-19, a w 2007 roku grał w reprezentacji U-21 (wystąpił m.in. w wygranym 1:0 meczu z Polską). 29 lutego 2012 zadebiutował w dorosłej reprezentacji Rosji w wygranym 2:1 towarzyskim meczu z Danią. Był w kadrze Rosji na Euro 2012, MŚ 2014 i Euro 2016. Rozegrał w niej 47 meczów i strzelił 2 bramki.